# Nepomuceno (Minas Gerais)
Nepomuceno è un comune del Brasile nello Stato del Minas Gerais, parte della mesoregione di Campo das Vertentes e della microregione di Lavras.